# Stora Enso
La Stora Enso è un'azienda finno-svedese operante nella produzione di pasta di cellulosa e carta a livello mondiale.
Considerata la più antica società di capitali tutt'oggi esistente, la Stora Enso è nata nel 1998 dalla fusione tra la finlandese Enso Oyj e la svedese Stora Kopparbergs Bergslags Aktiebolag; la prima società fu fondata originariamente in Norvegia nel XIX secolo, mentre la seconda ha una storia ancora più antica.

## Storia

### Origine

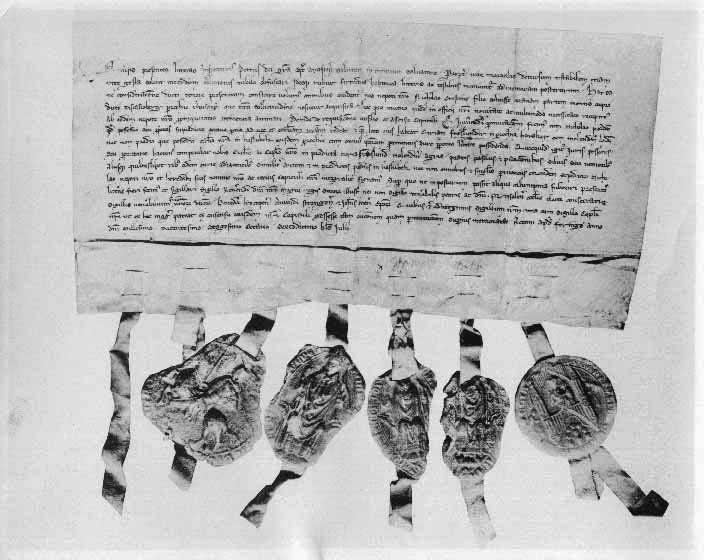
Certificato di possesso di1/8 delle azioni della miniera Stora Kopparberg, 16 giugno 1288.

La prima prova documentata dell'esistenza della Stora Kopparbergs risale al 16 giugno 1288 su di un atto recante il sigillo di re Magnus III di Svezia, dell'arcivescovo di Uppsala, di altri tre vescovi e di Pietro, vescovo di Västerås, quest'ultimo acquirente tramite baratto di un ottavo delle quote.
Inizialmente la Stora Kopparbergs operava nel campo estrattivo, in quanto la zona di Kopparbergs era ricca di giacimenti di rame sfruttati sin dalla metà del IX secolo. Dato che una delle miniere gestite dalla società era certamente operativa nel 1080 e data la rilevanza della cessione di quote nonché il lignaggio dei personaggi coinvolti, si può supporre che al tempo la Stora Kopparbergs fosse una solida società fondata già da molti anni.
Un documento risalente al 1347 attesta la concessione di privilegi da parte di re Magnus IV di Svezia a seguito di una visita alla miniera, ed un altro del 1360 stabilisce una dettagliata serie di norme tese a garantire la massima efficienza operativa. Infatti al tempo l'attività della Stora Kopparbergs rappresentava la maggior industria della Svezia, e da lì proveniva la maggior parte del rame prodotto nel mondo conosciuto, con i conseguenti benefici per le finanze della corona svedese.
La produzione annua della miniera passò dalle 70-80 tonnellate di minerale grezzo estratte nel XIV secolo alle 300 del XV secolo, toccò le 550 tonnellate nel 1580 e raggiunse il suo apice nel 1650 superando le 3000 tonnellate.
Nel XVII secolo la Svezia divenne una delle maggiori potenze europee grazie anche all'apporto economico delle attività estrattive di rame nonché di ferro e catrame, e la Stora Kopparbergs mise a punto innovativi processi di raffinazione del minerale grezzo costruendo uno stabilimento metallurgico ed una zecca dove venivano coniate monete di rame di qualsiasi dimensione, arrivando fino ai 10 talleri, quadrati e pesanti ben 20 kg.
L'intenso sfruttamento della miniera ed il rapido disboscamento causato dalla vorace richiesta di legna da ardere, necessaria per alimentare i forni, fecero rapidamente calare la produzione, tanto che nel 1691 si era già scesi sotto le 1.500 tonnellate.

### Diversificazioni

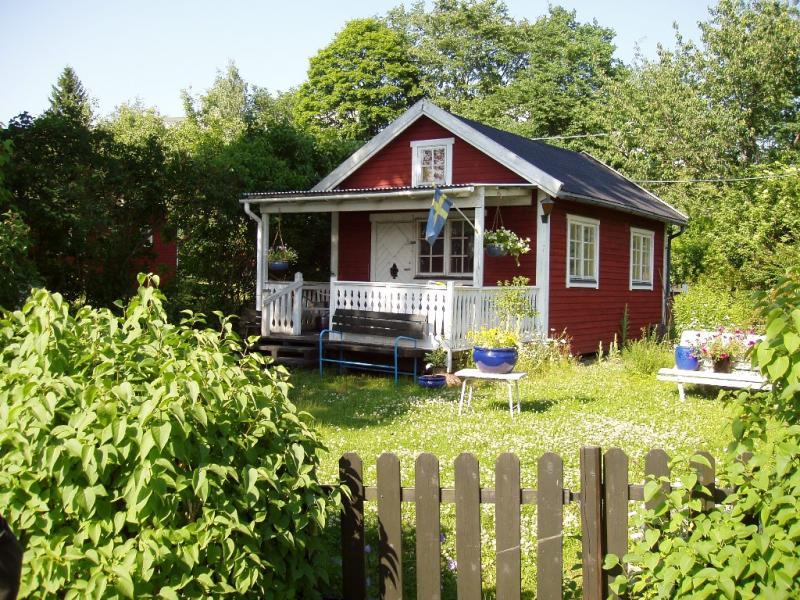
Tipica casa di campagna svedese colorata in rosso Falun

La prima diversificazione riuscita fu la messa a punto del Rosso Falun, colorante ottenuto dagli scarti dell'attività estrattiva, che in poco tempo divenne di gran moda anche per la sua notevole resistenza agli agenti atmosferici, tanto da essere il colore predominante delle costruzioni svedesi per oltre un secolo, utilizzato per le case di legno come per grandi palazzi e castelli.
Nel 1689 venne impiantata una piccola segheria presso Domnarvet.
Nel 1731 fu avviata una parallela attività estrattiva di ferro, e nella prima metà del XIX secolo si svilupparono attività di fonderia in più parti del paese.
Verso il 1860 la lavorazione del ferro divenne l'attività di maggior rilevanza economica, sopravvanzando l'estrazione e la lavorazione del rame; fu anche acquistata una piccola azienda che produceva acido solforico sempre sfruttando i materiali di risulta della miniera.

### Accelerazione del cambiamento
Sempre nel decennio 1860 vi fu un'importante trasformazione: gli statuti medioevali, il "maestro della miniera" ed il controllo più o meno diretto della corona svedese lasciarono il posto ad una moderna compagine societaria.
Cominciò una politica di acquisizione di piccole miniere e di concentrazione delle attività metallurgiche in pochi siti; nel frattempo erano anche state acquisite alcune segherie cosicché la lavorazione del legno cominciò ad assumere una rilevanza nei bilanci societari. All'inizio del XX secolo la Stora Kopparbergs controllava la più grande segheria del mondo.
Continuava nel frattempo anche lo sviluppo dell'attività chimica, e un nuovo business si profilava all'orizzonte: le fabbriche avevano ora bisogno di energia elettrica, quindi la società realizzò una propria centrale idroelettrica.
Nel 1895 cessa l'attività estrattiva presso la storica miniera di rame in quanto non più competitiva particolarmente verso il minerale di provenienza cilena.

### Grande sviluppo
Nel 1900 si vede la realizzazione della prima linea di produzione di pasta di legno: in pochi anni si arriva ad una produzione di 30,000 tonnellate, circa un terzo dell'intera produzione svedese.
Nel periodo tra le due guerre la società continua a crescere: legno, pasta di legno, carta, acciai di qualità, energia, prodotti chimici generano utili. Oltretutto nuovi processi tecnologici rendono conveniente riaprire la vecchia miniera; riprocessando i materiali di risulta si estrae pirite, piombo, zinco, altro rame.
Dopo la seconda guerra mondiale cresce considerevolmente la produzione di energia elettrica, e la società si internazionalizza aprendo stabilimenti fuori dall'ambito scandinavo.

### Ristrutturazione
All'inizio degli anni '70 del secolo scorso una serie di acquisizioni fa crescere ulteriormente l'attività estrattiva e metallurgica ma il repentino crollo dei prezzi delle materie prime, particolarmente legno ed acciaio, impongono una pesante ristrutturazione. Impianti vengono chiusi, il rimanente delle attività minerarie e metallurgiche viene ceduto ad una azienda a partecipazione statale ad esclusione della storica miniera di Falun.
Le attività si concentrano su energia e prodotti forestali, con una serie di successive acquisizioni estere che spingano l'internazionalizzazione del gruppo e fanno crescere il fatturato, ma gli anni '90 portano una nuova crisi.
La storica miniera di Falun chiude nel 1992, diventando uno dei più importanti siti turistici svedesi ed entrando nel 2001 nel novero dei siti protetti dall'UNESCO come Patrimonio dell'umanità. Dato che la produzione del Rosso Falun continua ma la disponibilità di materiale di risulta da cui preparare il pigmento si riduce, è probabile che nei prossimi decenni la miniera possa essere riaperta.
Una serie di ulteriori acquisizioni ha comunque reso necessaria la fusione con la rivale Enso per garantire la sopravvivenza alla pluricentenaria Stora, evidentemente incapace di sopravvivere nonostante la sua storia sul maturo mercato dei prodotti forestali, dominato da pochi grandi competitori.